# Crassula moschata
Crassula moschata är en fetbladsväxtart som beskrevs av Forst.. Crassula moschata ingår i släktet krassulor, och familjen fetbladsväxter. Inga underarter finns listade i Catalogue of Life.